# زياد بن سالم
زياد بن سالم لاعب كرة قدم تونسي من مواليد 21 فبراير 1995 ، وهو يلعب في الجناح في نادي الوطني السعودي.

## مسيرة اللاعب
لعب سابقاً في النجم الرادسي والملعب التونسي وحمام الأنف ونادي برقان ونادي عرعر والصفاقسي ونادي الروضة ونادي الوطني.

## روابط خارجية
- زياد بن سالم على موقع قاعدة بيانات كرة القدم.إي يو (الإنجليزية)
- زياد بن سالم على موقع Soccerway.com (الإنجليزية)